# Heinz Pensky
Heinz Pensky (né le 22 août 1921 à Essen et mort le 4 novembre 2009 à Ratingen) est un détective, syndicaliste et homme politique allemand (SPD).

## Biographie
Après avoir étudié à l'école primaire, Pensky termine un apprentissage en tant qu'ingénieur électricien. En 1941, il est enrôlé dans la Wehrmacht puis participe à la Seconde Guerre mondiale en tant que soldat jusqu'en 1945. Après la fin de la guerre, il rejoint la police, étudie le droit public pendant quatre semestres à l'Académie d'administration et de commerce, puis est passé à la police criminelle. Il est également impliqué dans le syndicat de la police (GdP) et est directeur d'État de l'association en Rhénanie du Nord-Westphalie de 1954 à 1985.

## Parti politique
Déjà dans la phase finale de la République de Weimar, Pensky est impliqué dans le mouvement de jeunesse socialiste de 1929 à 1933. Il rejoint le SPD en 1953, est élu président de l' association locale SPD de Hösel en 1959 et est également membre des conseils de sous-district et de district du parti. De 1975 à 1988, il est vice-président de l'association de district SPD de Mettmann.

## Parlementaire
Pensky est élu au conseil municipal de Hösel. Il est membre du Bundestag de 1969 à 1983. Au Bundestag, il représente la circonscription de Düsseldorf-Mettmann I jusqu'en 1980, puis la circonscription de Mettmann II jusqu'en 1983.

## Autres mandats
Pensky est administrateur de district adjoint de 1984 à 1989, puis jusqu'en 1994 en tant qu'administrateur de district pour l'arrondissement de Mettmann.